# Comarca de Betanzos
La Comarca de Betanzos és una comarca de Galícia situada a la província de la Corunya. Limita amb la comarca d'O Eume al nord, amb la Terra Chá a l'est, amb la comarca de la Corunya a l'oest, i amb les d'Ordes, Terra de Melide i Arzúa al sud. En formen part els municipis de:
- Aranga
- Betanzos
- Coirós
- Curtis
- Irixoa
- Miño
- Oza-Cesuras
- Paderne
- Vilarmaior
- Vilasantar